# Левін (мінерал)
Левін — мінерал, водний алюмосилікат кальцію групи цеолітів.

## Загальний опис
Хімічна формула: Ca[Al2Si4O12]·6H2O.
Містить, % (штат Колорадо, США): CaO — 11,12; Al2O3 — 21,91; SiO2 — 46,76; H2O — 18,65.
Домішки Na2O; K2O.
Сингонія тригональна. Ромбоедричний вид.
Густина 2,1.
Твердість 4-5.
Безбарвний, білий, сіруватий, зеленуватий, червонуватий або жовтуватий.
Блиск скляний. Прозорий до напівпрозорого.
Форми виділення: тонкі таблитчасті кристали або сноповидні агрегати.
Зустрічається в ефузивних вивержених породах на стінках пустот і тріщин. Виявлений у мигдалинах базальтів Ісландії, Фарерських островів, Північної Ірландії та в лужних базальтах острова Ікі (Японія) в асоціації з еріонітом. Рідкісний.
За прізвищем французького вченого А.Леві (A.Levy), D.Brewster, 1825. Синонім — левініт.